# Programma Europeo per le Risorse Genetiche Forestali
Il Programma Europeo per le Risorse Genetiche Forestali (EUFORGEN) è un network internazionale che promuove la protezione e l’uso sostenibile delle risorse genetiche forestali in Europa. Il programma si occupa di coordinare e promuovere la conservazione in situ ed ex situ delle risorse genetiche forestali, per facilitare lo scambio di informazioni e aumentare la consapevolezza dell’importanza della loro salvaguardia.
EUFORGEN è finanziato dai Paesi membri e il suo lavoro viene svolto tramite gruppi di lavoro composti da esperti provenienti da diversi paesi europei. Gli esperti si riuniscono per condividere le conoscenze, analizzare le politiche e le pratiche forestali e sviluppare strategie, basate sull’evidenza scientifica, per migliorare la gestione delle risorse genetiche forestali. EUFORGEN è stato fondato nel 1994. Il segretariato è ospitato da European Forest Institute e ha sede a Barcellona, in Spagna.

## Paesi membri
Attualmente il programma comprende 25 paesi membri (aggiornamento gennaio 2021):
1. Austria
2. Belgio
3. Croazia
4. Danimarca
5. Estonia
6. Finlandia
7. Francia
8. Gran Bretagna
9. Irlanda
10. Islanda
11. Italia
12. Lituania

1. Lussemburgo
2. Malta
3. Norvegia
4. Paesi Bassi
5. Polonia
6. Repubblica Ceca
7. Serbia
8. Slovacchia
9. Slovenia
10. Svizzera
11. Svezia
12. Turchia
13. Ungheria